# Lithobius delfossei
Lithobie de Delfosse
Espèce
Lithobius delfossei, la Lithobie de Delfosse, est une espèce d'arthropodes myriapodes de la famille des Lithobiidae et endémique de France.

## Répartition et habitat
Cette espèce a été redécouverte en France sur le terrain, après avoir été remarquée dans les collections du Muséum national d'histoire naturelle à Paris, dans les départements de l'Isère, des Hautes-Alpes et du Vaucluse. Elle a été trouvée en milieux sub-montagneux (mont Ventoux, montagne de Lure).

## Description
Iorio et Geoffroy indiquent que cette espèce mesure entre 9 et 14 mm.

## Dénomination
Ce taxon porte en français le nom vernaculaire ou normalisé suivant : Lithobie de Delfosse,.

## Systématique
Le nom valide complet (avec auteur) de ce taxon est Lithobius delfossei Iorio (d) & Geoffroy (d), 2007,.
Lithobius delfossei a pour synonyme Lithobius (Lithobius) delfossei.

### Étymologie
Son épithète spécifique, delfossei, ainsi que son nom vernaculaire, « de Delfosse », lui ont été donnés en l'honneur de l'entomologiste français Emmanuel Delfosse (d) du MNHN, en remerciement de l'aide précieuse apportée aux auteurs dans leurs recherches.

### Publication originale
- Étienne Iorio et Jean-Jacques Geoffroy, « Une nouvelle espèce du genre Lithobius (s. str.) Leach, 1814 (Chilopoda, Lithobiomorpha, Lithobiidae) », Bulletin de la Société linnéenne de Bordeaux, Bordeaux, nouvelle série, vol. 141, no 34 (4),‎ janvier 2007, p. 277-285 (ISSN 0750-6848, OCLC 2429943, lire en ligne).